# Okamuraea brevipes
Okamuraea brevipes är en bladmossart som beskrevs av Brotherus och S. Okamura 1916. Okamuraea brevipes ingår i släktet Okamuraea och familjen Leucodontaceae. Inga underarter finns listade i Catalogue of Life.